# Regimiento de Ingenieros N.° 1 "Atacama"
El Regimiento de Ingenieros N.° 1 "Atacama" fue una unidad del arma de ingenieros perteneciente al Ejército de Chile.

## Historia
Previa a la existencia del Regimiento "Atacama", ya se había organizado un batallón de la misma arma con el mismo nombre en 1898 tras la disolución del Batallón de Ingenieros, que fue creado por el bando congresista para su fuerzas en la guerra civil, en 1897. Fue disuelto mediante decreto supremo el 3 de julio de 1929 debido a la entrega de Tacna, la ciudad donde se encontraba asentado, de vuelta a Perú.
En 1932, se organiza dentro de la I División el Batallón de Zapadores de Montaña "Atacama" en la ciudad de Copiapó, compuesto de una plana mayor y dos compañías de zapadores, con su cuartel ubicado en calle Los Carrera.
Tras el golpe de Estado y bajo el mando del teniente coronel Óscar Haag Blaschke, el regimiento comienza a funcionar como centro de detención e interrogatorios. El 16 de octubre de 1973, aterriza en el cuartel de la unidad el helicóptero Puma que transporta al general Arellano Stark y su comitiva, conocida como la Caravana de la muerte, para "acelerar" los procesos judiciales de los presos políticos. Arellano Stark mantuvo una reunión privada con tenientes del regimiento, instruyendo que trece prisioneros debían de ser fusilados, cuatro se hallaban en una lista traída por el general, mientras que los restantes fueron elegidos al azar.
Durante la madrugada del 17 de octubre, los tenientes (algunos en estado de ebriedad) y parte de la comitiva entraron a las celdas del cuartel por los cuatro prisioneros sentenciados a muerte, siendo torturados, trasladados a la cárcel de la ciudad; donde los otros nueve prisioneros fueron sacados, y luego a un sitio eriazo cercano a la salida sur de la Ruta 5, donde se les dio muerte mediante acribillamiento y uso de corvos, ya cumplida la ejecución, los cadáveres fueron cargados al camión en el que venían y volvieron al regimiento, para después ser enterrados en una fosa común en el Cementerio Municipal de Copiapó. Para encubrir las ejecuciones, el teniente coronel Haag ordenó redactar un parte indicando que los prisioneros murieron tras un intento de fuga mientras eran trasportados a la cárcel de La Serena.
El 17 de julio de 1974, la unidad es trasladada a Chuquicamata, estando asentada ahí por 29 años hasta el 2003 debido al cierre paulatino del asentamiento. Actualmente se encuentra agregado a la Brigada Motorizada N° 1 "Calama" como el Batallón de Ingenieros N° 1 "Atacama".